# Comuna Vejen
Vejen (Vejen Kommune) este o comună din regiunea Syddanmark, Danemarca, cu o suprafață totală de 813,7 km².